# Ōki Takatō
Ōki Takatō (Saga, 23 marzo 1832 – Tokyo, 26 settembre 1899) è stato uno statistico e politico giapponese, durante il primo periodo Meiji.
Fu governatore di Tokyo nel 1868 e membro del consiglio privato nel 1889.

## Biografia
Ōki Takatō nacque in una famiglia di samurai a Saga, nella provincia di Hizen, attuale prefettura di Saga. Studiò presso la scuola di dominio Kōdōkan e promosse la riforma dell'amministrazione del dominio.
Dopo la restaurazione Meiji, supervisionò il trasferimento della capitale imperiale da Kyoto a Tokyo. Fu nominato il primo governatore di Tokyo.
Dal 1888 prestò servizio nel consiglio privato, diventandone presidente nel 1889. Successivamente fu nominato ministro della giustizia sotto la prima amministrazione Yamagata e ministro della pubblica istruzione sotto la prima amministrazione Matsukata.